# Patriarche (christianisme)
Pour les articles homonymes, voir Patriarche.
Le titre de patriarche est donné dans certaines Églises chrétiennes, dont l'Église catholique romaine, les Églises orthodoxes et les Églises orientales. L'autorité suprême d'une Église autonome est souvent désignée sous le titre de patriarche. Certaines Églises orientales utilisent aussi le titre de catholicos. Le terme provient du grec ancien πατριάρχης / patriárkhês, « chef de famille ».
Dans l'Église catholique, les patriarcats couvraient l'Empire romain, alors que les catholicos désignaient leur équivalent dans des territoires hors de l'Empire, telles par exemple l'Arménie ou la Chaldée (située à l'intérieur de l'actuel Irak). On parle aussi de « patriarche mineur ».

## Naissance du titre

### Hiérarchisation des évêques
La notion de patriarcat émerge dans l'Antiquité tardive. En 325, le premier concile de Nicée reconnaît l'existence du métropolitain (Μητροπολίτης) comme supérieur aux autres évêques d'une province civile (Ἐπαρχία) : le métropolitain confirme l'élection des évêques de sa province et en préside le synode. Il reconnaît les prérogatives particulières des évêques de Rome, d'Alexandrie et d'Antioche (canon 6),. En 381, le premier concile de Constantinople confirme les prérogatives d'Alexandrie, d'Antioche, et la semblable organisation des diocèses d'Asie et du Pont (canon 2). Il accorde la préséance d'honneur, après Rome, à Constantinople (canon 3),. En 451, le concile de Chalcédoine confirme la primauté d'honneur de l'évêque de Constantinople en Orient et avalise sa juridiction sur trois des cinq diocèses d'Orient : le Pont, l'Asie et la Thrace. Il crée ce qu'on appellera après le patriarcat de Jérusalem en reconnaissant à son évêque une juridiction sur les trois provinces de Palestine.

### Apparition du terme de «patriarche»
On trouve pour la première fois le mot « patriarche » employé comme titre chrétien dans deux lettres du 4 avril 450, dans lesquelles Théodose II l'attribue à l'évêque de Rome, Léon Ier, l'une à Valentinien III et l'autre à Galla Placidia. Il est ensuite attribué par Anastase Ier à Hormisdas, dans une lettre du 12 janvier 515. Mais c'était encore un titre honorifique qu'on pourrait donner à n'importe quel évêque vénérable, par analogie avec les patriarches de l'Ancien Testament. Néanmoins, le terme semblait déjà désigner des prélats d’un prestige important, peut-être supérieur à celui des métropolitains.
Dans son organisation de l'Église chrétienne au sein de son empire en pentarchie, Justinien assigne comme frontière orientale du patriarcat d'Occident une ligne qui passait à l'est de la Macédoine, la Grèce et la Crète et puis à l'ouest de Cyrénaïque en Afrique. La zone ainsi attribuée à l'évêque de Rome était moins étendue de ce qu'on pourrait maintenant imaginer, car à l'ouest de cette ligne le territoire contrôlé par Justinien était limité.
Par la novelle 109, datée du 7 mai 541, il réserve le titre de patriarche aux évêques des cinq sièges de Rome, Constantinople, Alexandrie, Théopolis et Jérusalem. D'autres novelles de Justinien définissent les prérogatives des patriarches : le droit d'ordonner les métropolitains ; le droit d'exercer le pouvoir judiciaire ; le droit de convoquer les conciles locaux ; le droit d'inspection sur le patriarcat.
Cette idée de la pentarchie n'est pas acceptée par l'évêque de Rome, qui préfère la théorie des trois sièges pétrines de Rome, Alexandrie et Antioche,,, et déjà exerce son influence sans dépendance de l'empereur byzantin, sur les nouvelles nations occidentales, soit par la conversion au catholicisme des peuples germaniques installés dans ce qui dans le passé était l'Empire romain soit par une expansion missionnaire qui embrasse des nouveaux territoires comme l'Irlande et l'Allemagne.

## Les cinq grands patriarches
Les cinq sièges patriarcaux qui formaient la Pentarchie ont vu, au fil des siècles, se porter sur eux les revendications de prélats issus de plusieurs Églises différentes.

### Patriarches d'Antioche
Le siège d'Antioche fut longtemps le troisième de la chrétienté, derrière Rome et Alexandrie ; il fut fondé par Ignace d'Antioche en 69. La ville est actuellement le siège de 5 patriarcats, trois catholiques, un orthodoxe et un miaphysite.
- Patriarche d'Antioche et de tout l'Orient, d'Alexandrie et de Jérusalem des Melkites : érigé en 1728 sous le nom de « melkite-catholique » au sein de l'Église catholique pour les fidèles du Patriarcat d'Antioche qui décidèrent de rétablir avec Rome l'antique communion catholique. Son actuel titulaire est Joseph Absi; il siège à Damas[17]. Il est le chef de l'Église grecque-catholique melkite et réside à Damas. Il incarne la succession historique ininterrompue depuis les temps apostoliques. En 1724, à la mort du patriarche Cyrille V Zaïm (en) (lequel louvoya continuellement entre sa « soumission » au patriarcat orthodoxe de Constantinople et son désir de rétablir la communion avec Rome) a été élu le patriarche Cyrille VI Tanas, qui adressa aussitôt sa lettre de communion solennelle au Pape Benoît XIII, selon le désir de la majorité des évêques du patriarcat. Réagissant 15 jours plus tard, le patriarcat de Constantinople consacra « patriarche d'Antioche » un moine grec, Jérémie, qui prit le nom de Sylvestre et fut immédiatement envoyé à Damas pour concurrencer, avec l'appui du pouvoir civil ottoman, le patriarche légitime Cyrille VI. Cet acte unilatéral est, depuis 1724, à l'origine de la bicéphalie actuelle divisant le patriarcat d'Antioche : d'une part le patriarche melkite-catholique d'Antioche, héritier de la succession apostolique originelle, transmise par Cyrille V Zaïm, et d'autre part le patriarche orthodoxe d'Antioche, successeur de Sylvestre depuis 1724.
- Patriarche d'Antioche et de tout l'Orient (grec-orthodoxe) : siège érigé en 325, sous le nom de « grec-orthodoxe » en 1724, à la suite de l'intervention du Patriarcat de Constantinople imposant Sylvestre (un moine hellène) comme patriarche d'Antioche après la mort du patriarche Cyrille V Zaïm (en) d'Antioche. son titulaire actuel est Jean X d'Antioche depuis 2012. Il siège en réalité à Damas en Syrie. Sa juridiction s'étend sur la Syrie, le Liban et l'Irak ainsi que sur les diasporas issues de ces pays.
- Patriarche maronite « ad honores » d'Antioche et de tout l'Orient : siège érigé en 1110 au sein de l'Église catholique, quand les maronites séparés depuis le début du VIIIe siècle s'unissent à elle. Son actuel titulaire, élu le 15 mars 2011, est Mar Bechara Boutros Rahi. Il a sa résidence à Bkerké au Liban.
- Patriarche d'Antioche et de tout l'Orient (syriaque orthodoxe) : érigé en 544 par les chrétiens qui refusèrent les décisions du concile de Chalcédoine sur la double nature du Christ. Son patriarche est Ignace Ephrem II Karim , il siège à Damas.
- Patriarche latin d'Antioche : ce titre crée en 1119 lors des Croisades fut supprimé en 1964.
- Patriarche d'Antioche et de tout l'Orient des Syriens (syrien-catholique) : érigé en 1662 pour les Syriens orthodoxes qui décidèrent de rallier Rome. Son titulaire est Ignace Joseph III Younan, Patriarche d'Antioche et de tout l'Orient des Syriens, depuis 2009. Le siège du patriarcat est à Beyrouth au Liban.

### Patriarches d'Alexandrie
Alexandrie est actuellement le siège officiel de plusieurs patriarcats, un miaphysite, un orthodoxe et deux catholiques.
- Pape d'Alexandrie et patriarche de la Prédication de saint Marc et de toute l'Afrique (copte orthodoxe) : fondé en 451 par les chrétiens qui refusèrent les décisions du concile de Chalcédoine. Son actuel titulaire est Anba Tawadros II depuis le 4 novembre 2012, 118e Pape d'Alexandrie et Patriarche de la Prédication de saint Marc.
- Pape et Patriarche d'Alexandrie et de toute l'Afrique (grec orthodoxe) : son actuel titulaire est Théodore II depuis 2004.
- Patriarche d'Alexandrie des Coptes (copte catholique) : fondé en 1895, son actuel titulaire est Ibrahim Isaac Sidrak qui siège en réalité au Caire.
- Patriarche d'Antioche et de tout l'Orient, d'Alexandrie et de Jérusalem des Melkites : rattaché à Rome en 1728, résidant à Damas, il revendique les trois sièges apostoliques d’Antioche, Alexandrie et Jérusalem.
- Patriarche latin d'Alexandrie : fondé en 1341, il est supprimé en 1964.

### Patriarches de Jérusalem
Siège parmi les plus prestigieux de la chrétienté, du fait du statut de la ville sainte, Jérusalem est aujourd'hui le siège de quatre patriarcats, un orthodoxe, deux catholiques et un miaphysite :
- Patriarche de la sainte Cité de Jérusalem et de toute la Palestine (grec orthodoxe) : fondé en 451. L'actuel titulaire est Théophile III, Patriarche de la sainte Cité de Jérusalem et de toute la Palestine. Sa juridiction s'étend sur tous les chrétiens orthodoxes d'Israël, de Palestine et de Jordanie.
- Patriarche d'Antioche et de tout l'Orient, d'Alexandrie et de Jérusalem des Melkites : rattaché à Rome en 1728, résidant à Damas, il revendique les trois sièges apostoliques d’Antioche, Alexandrie et Jérusalem.
- Patriarche latin de Jérusalem : fondé en 1099 par les Croisés. Il est devenu après la perte de la ville un titre purement honorifique dans l'Église catholique, mais redevenu une juridiction sur les catholiques d'Orient en 1847. L'actuel titulaire est Mgr Pierbattista Pizzaballa depuis 2020. Il succède à Mgr Fouad Twal qui a démissionné pour raison d'âge en 2016.
- Patriarche arménien du trône apostolique de saint Jacques de Jérusalem : existe depuis 638. Le titulaire actuel est Nourhan Ier depuis 2013[18].

Le siège de Jérusalem ayant été érigé en patriarcat lors du concile de Chalcédoine (451), non-reconnu par les églises des trois conciles (miaphysites), les syriaques n’y ont qu’un archidiocèse, de même pour les coptes, tandis que les arméniens ont été amenés à y créer, postérieurement (638) et de leur propre chef, un siège patriarcal.

### Patriarches de Constantinople

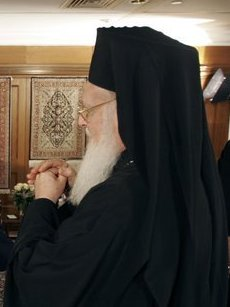
L’archevêque de Constantinople Bartholomée.

Bien que n'étant pas fondé directement par un des Apôtres, le siège de Constantinople est extrêmement prestigieux à cause du statut d'ancienne capitale impériale de la ville. Il est revendiqué par deux patriarches, un orthodoxe et un miaphysite.
- Archevêque de Constantinople, nouvelle Rome et Patriarche œcuménique : fondé en 381, il est considéré par tous les Orthodoxes comme le primus inter pares des patriarches orthodoxes. Cette prééminence morale n'est pas comparable à l'autorité disciplinaire et dogmatique du pape, mais plutôt à un rôle de régulation et de direction spirituelle de l'orthodoxie mondiale. L'actuel titulaire est Bartholomée.
- Patriarche arménien de Constantinople : fondé en 1461. Son titulaire est l'archevêque Sahak depuis 2019
- Patriarche latin de Constantinople : fondé en 1204 par les Croisés. Il est supprimé en 1964, après être devenu pendant des siècles un titre purement honorifique à la suite de la chute de l'Empire latin de Constantinople.

### Patriarche de Rome
Au siège de Rome sont affectés deux titres patriarcaux :
- en raison du territoire : le pape, évêque de Rome est patriarche d'Occident. Ce titre apparaît vers 325. En 2006, Benoît XVI décide de ne plus faire figurer ce titre dans l'Annuaire pontifical, mais sans supprimer pour autant le patriarcat d'Occident qui reste une des grandes subdivisions de l'Église catholique ; en 2024, le Pape François reprend le titre de Patriarche d'Occident[19] ;
- en raison de l’Église sui juris dont il est la tête : le pape est patriarche de l'Église latine.

## Autres patriarches de l'Église orthodoxe

### Patriarches canoniques
- Métropolite de Sofia et patriarche de Bulgarie : érigé en patriarcat en 919, son titulaire actuel est Daniel, depuis le 3 Juillet 2024.
- Archevêque de Mtskheta et de Tbilissi, catholicos-patriarche de toute la Géorgie : fondé en 484 et érigé en patriarcat en 1010, son actuel titulaire est Élie II de Tbilissi depuis 1977.
- Archevêque de Petch, métropolite de Belgrade-Karlovtzy et patriarche de Serbie : en 1219, son titulaire actuel est Porphyre depuis le 19 février 2021.
- Patriarche de Moscou et de toute la Russie : créé en 1589, indépendant du patriarcat œcuménique de Constantinople. Il fut supprimé en 1721 par Pierre le Grand. Il fut rétabli en 1918 à la suite de la chute du tsarisme, car l'Église manifestait un fort désir d'émancipation. Mais après la mort du patriarche Tikhon en 1925, il faut attendre 1943 pour que le patriarche Serge soit élu. Le titulaire actuel est Cyrille depuis le 27 janvier 2009.
- Archevêque de Bucarest, métropolite de Monténie et Dobrogea, locum tenens de Césarée de Cappadoce, patriarche de toute la Roumanie et président du Saint Synode : fondé en 1925, son actuel titulaire est Daniel de Roumanie depuis 2007.

### Patriarches non-canoniques
Il existe de nombreuses églises non-canoniques de tradition orthodoxe, ou s'inspirant de la tradition orthodoxe. Leurs chefs se proclament souvent patriarche.
- Le chef de l'Église orthodoxe turque, non canonique, porte également le titre de patriarche.
- L’une des trois Églises ukrainiennes actuelles, l’Église orthodoxe ukrainienne (patriarcat de Kiev), revendique pour son primat le titre de patriarche de Kiev ; cette Église n’est pas reconnue par la communion orthodoxe.

## Autres patriarches de l'Église catholique

### Patriarches de l'Église latine
- Patriarche de Grado : créé en 568, transféré à Venise par Nicolas V le 8 juillet 1451.
- Patriarche d'Aquilée (Siège de l'évangéliste Marc) : séparé de celui de Grado en 606, supprimé en 1751.
- Patriarche de Venise : créé le 8 octobre 1457 par transfert du Patriarcat de Grado.

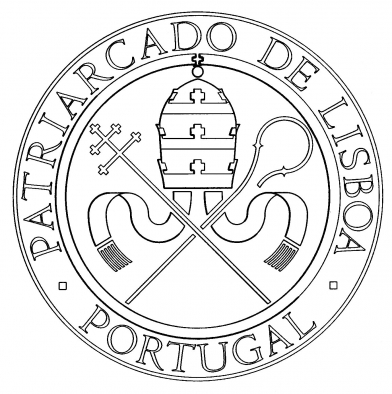
Sceau du patriarche de Lisbonne avec la tiare, la croix patriarcale et la crosse épiscopale.

- Patriarche de Lisbonne : fondé le 7 novembre 1716.
- Patriarche des Indes occidentales : fondé en 1520, vacant depuis 1963.
- Le titre de Patriarche des Indes orientales fut accordé le 1er septembre 1886 à l'archevêque de Goa (aujourd'hui en Inde), lorsque le pouvoir qu'il détenait en vertu du Padroado lui fut retiré.
- Patriarche d'Aquitaine : aurait été érigé au XIIIe siècle[20] au bénéfice de l'archevêque de Bourges, primat des Aquitaines[21]. Depuis le XIXe siècle, on utilise seulement le titre de primat[22].

Dans l'Église latine, le titre de patriarche, à l'exception de celui de patriarche d'Occident, attribué à l'évêque de Rome (le pape), en dehors de prérogatives honorifiques, ne comporte habituellement aucun pouvoir de gouvernement . Les patriarches ont le titre d'appel de Votre Béatitude et le prédicat de Sa Béatitude.

#### Héraldique

Armes des patriarches latins non cardinaux.

Les patriarches latins qui ne sont pas cardinaux timbrent leurs armes, comme l'archevêque, de la croix à deux traverses et du chapeau vert avec cinq rangées de houppes, comme les cardinaux.
Le cordon et les houppes sont parfois représentés entremêlés de fils d'or.
Le patriarche de Lisbonne utilise la tiare comme timbre héraldique à la place du chapeau, mais les clefs utilisées dans les armoiries papales sont remplacées par la croix patriarcale à double traverse et la crosse. Lors des cérémonies pontificales, il portait, jusqu'à une époque récente, une mitre à trois niveaux à l'image de la tiare pontificale. Elle lui aurait été concédée par le pape Clément XII. Il ne semble exister aucun document authentique de cette concession. Le patriarche utilisait également la sedia gestatoria et d'autres insignes du Souverain pontife, comme l'astérisque, les flabelli et le fanon.

### Patriarches orientaux
- Patriarche de Babylone des Chaldéens : fondé en 1551. Titulaire actuel : Louis Raphaël Ier Sako depuis le 31 janvier 2013.
- Patriarcat catholique arménien de Cilicie : établit en 1740 à l'initiative d'Abraham Ardzivian, par scission du catholicossat arménien de Cilicie.

## Autres patriarches arméniens
- Patriarche suprême et catholicos de tous les Arméniens (orthodoxe) : fondé en 314, son titulaire actuel est Garéguine II Nersissian depuis 1999.
- Patriarche de Cilicie des Arméniens (catholique) : fondé en 1742, son titulaire actuel est Raphael Bedros XXI Minassian depuis le 23 septembre 2021.

## Autres patriarches coptes
- Patriarche et catholicos d'Éthiopie, itchégué du Siège de Takla Haymanot et archevêque d'Aksoum : fondé en 1951, (Patriarche actuel: Abune Mathias depuis février 2013).
- Patriarche d'Érythrée : fondé en 1993.

## Patriarches nestoriens
- Catholicos-Patriarche de l'Église apostolique catholique assyrienne de l'Orient : fondé en 424, titulaire actuel : Mar Gewargis III le 20 septembre 2015.
- Catholicos-Patriarche de l'ancienne Église de l'Orient : fondé en 1968, titulaire actuel : Mar Addai II de Bagdad.